# Ctenichneumon tauricus
Ctenichneumon tauricus là một loài tò vò trong họ Ichneumonidae.